# Министерство по делам Индии

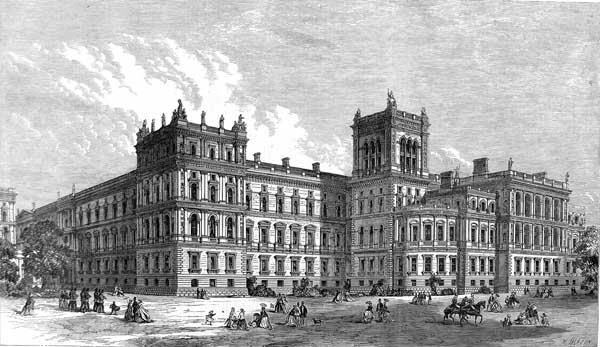
1866 год, конец здания на улице Уайтхолл, в котором размещались Министерство по делами Индии и Министерство иностранных дел. На противоположном конце здания размещались Министерство по делам колоний и Хоум-офис.

Министерство по делам Индии (англ. India Office) — структура Британской империи, осуществлявшая управление подвластными Великобритании территориями на полуострове Индостан и на побережье Индийского океана. Главой министерства был министр по делам Индии.
Британская Ост-Индская компания начала осуществлять торговлю с индийскими государствами ещё в XVII веке. Постепенно она оказалась втянута в политическую борьбу на полуострове, и стала превращаться из торговой компании в управляющую структуру, к чему она была плохо приспособлена. Принятый Парламентом в 1858 году Акт о лучшем управлении Индией передал управление индийскими территориями от Ост-Индской компании Британской короне. Для осуществления этого управления было создано Министерство по делам Индии, возглавляемое Государственным секретарём по делам Индии.
Улучшение сообщений с Азией благодаря прокладке телеграфных линий и открытию Суэцкого канала привело к тому, что министерство стало отвечать за ситуацию не только в Индии, но и в прилегающих регионах: на Аравийском полуострове, в Персидском заливе, на Цейлоне, в Китае, в Центральной Азии. Акты об управлении Индией, принятые парламентом в 1919 и 1935 годах, начали постепенную передачу полномочий Министерства местным правительствам. В 1937 году из состава Министерства было выделено отдельное Министерство по делам Бирмы.
Министерство прекратило своё существование в 1947 году, после того как Индия и Пакистан стали независимыми государствами.